# 500 kilomètres de Monza 1992
Navigation
Édition précédente Édition suivante
Les 500 kilomètres de Monza 1992, disputées le 26 avril 1992 sur le Circuit de Monza ont été la première manche du Championnat du monde des voitures de sport 1992.

## La course

### Classement de la course
Voici le classement officiel au terme de la course,.
- Les premiers de chaque catégorie du championnat du monde sont signalés par un fond jaune.
- Pour la colonne Pneus, il faut passer le curseur au-dessus du modèle pour connaître le manufacturier de pneumatiques.
- Les voitures ne réussissant pas à parcourir 90% de la distance du gagnant sont non classées (NC).

| Pos  | Classe  | no | Écurie                  | Pilotes                              | Châssis                    | Pneus | Tours |                                               |
| Pos  | Classe  | no | Écurie                  | Pilotes                              | Moteur                     | Pneus | Tours |                                               |
| ---- | ------- | -- | ----------------------- | ------------------------------------ | -------------------------- | ----- | ----- | --------------------------------------------- |
| 1    | C1      | 7  | Toyota Team Tom's       | Geoff Lees Hitoshi Ogawa             | Toyota TS010               | G     | 87    | 2 h 16 min 42 s 659                           |
| 1    | C1      | 7  | Toyota Team Tom's       | Geoff Lees Hitoshi Ogawa             | Toyota RV10 3.5L V10       | G     | 87    | 2 h 16 min 42 s 659                           |
| Abd. | C1      | 1  | Peugeot Talbot Sport    | Yannick Dalmas Derek Warwick         | Peugeot 905 Evo 1B         | M     | 85    | Accident                                      |
| Abd. | C1      | 1  | Peugeot Talbot Sport    | Yannick Dalmas Derek Warwick         | Peugeot SA35 3.5L V10      | M     | 85    | Accident                                      |
| Nc.  | FIA Cup | 22 | Chamberlain Engineering | Bernard Thuner Ferdinand de Lesseps  | Spice SE89C                | G     | 76    | + 12 Tours                                    |
| Nc.  | FIA Cup | 22 | Chamberlain Engineering | Bernard Thuner Ferdinand de Lesseps  | Ford Cosworth DFZ 3.5L V8  | G     | 76    | + 12 Tours                                    |
| Nc.  | FIA Cup | 25 | G.S.R. GmbH             | Almo Coppelli Frank Krämer           | Gebhardt C91               | G     | 75    | + 13 Tours                                    |
| Nc.  | FIA Cup | 25 | G.S.R. GmbH             | Almo Coppelli Frank Krämer           | Ford Cosworth DFR 3.5L V8  | G     | 75    | + 13 Tours                                    |
| Abd. | FIA Cup | 21 | Action Formula          | Luigi Taverna Alessandro Gini        | Spice SE90C                | G     | 59    | Embrayage                                     |
| Abd. | FIA Cup | 21 | Action Formula          | Luigi Taverna Alessandro Gini        | Ford Cosworth DFR 3.5L V8  | G     | 59    | Embrayage                                     |
| Abd. | FIA Cup | 29 | Team S.C.I.             | Ranieri Randaccio Stefano Sebastiani | Spice SE90C                | G     | 46    | Couronne / pignon d'entrainement              |
| Abd. | FIA Cup | 29 | Team S.C.I.             | Ranieri Randaccio Stefano Sebastiani | Ford Cosworth DFR 3.5L V8  | G     | 46    | Couronne / pignon d'entrainement              |
| Abd. | C1      | 2  | Peugeot Talbot Sport    | Philippe Alliot Mauro Baldi          | Peugeot 905 Evo 1B         | M     | 39    | Moteur                                        |
| Abd. | C1      | 2  | Peugeot Talbot Sport    | Philippe Alliot Mauro Baldi          | Peugeot SA35 3.5L V10      | M     | 39    | Moteur                                        |
| Abd. | C1      | 3  | Euro Racing             | Cor Euser Charles Zwolsman Sr.       | Lola T92/10                | M     | 39    | Boite de vitesses                             |
| Abd. | C1      | 3  | Euro Racing             | Cor Euser Charles Zwolsman Sr.       | Judd GV10 3.5L V10         | M     | 39    | Boite de vitesses                             |
| Abd. | C1      | 5  | Mazdaspeed              | Maurizio Sandro Sala Volker Weidler  | Mazda MXR-01               | M     | 35    | Moteur                                        |
| Abd. | C1      | 5  | Mazdaspeed              | Maurizio Sandro Sala Volker Weidler  | Mazda (Judd) MV10 3.5L V10 | M     | 35    | Moteur                                        |
| Abd. | C1      | 8  | Toyota Team Tom's       | Jan Lammers Andy Wallace             | Toyota TS010               | G     | 25    | Accident                                      |
| Abd. | C1      | 8  | Toyota Team Tom's       | Jan Lammers Andy Wallace             | Toyota RV10 3.5L V10       | G     | 25    | Accident                                      |
| Abd. | FIA Cup | 23 | GeePee Argo Cars        | David Coyne Georg Palin              | Argo JM19D                 | G     | 25    | Moteur                                        |
| Abd. | FIA Cup | 23 | GeePee Argo Cars        | David Coyne Georg Palin              | Ford Cosworth DFR 3.5L V8  | G     | 25    | Moteur                                        |
| Np.  | C1      | 4  | Euro Racing             | Jesús Pareja Stefan Johansson        | Lola T92/10                | M     | -     | Boite de vitesses durant le tour de formation |
| Np.  | C1      | 4  | Euro Racing             | Jesús Pareja Stefan Johansson        | Judd GV10 3.5L V10         | M     | -     | Boite de vitesses durant le tour de formation |

## Pole position et record du tour
- Pole position :  Yannick Dalmas (#1 Peugeot Talbot Sport) en 1 min 26 s 019
- Meilleur tour en course :  Mauro Baldi (#2 Peugeot Talbot Sport) en 1 min 29 s 386

## À noter
- Longueur du circuit : 5,800 km
- Distance parcourue par les vainqueurs : 504,600 km